# Agustín Zaragoza
Agustín Zaragoza Reyna, född 18 augusti 1941 i San Luis Potosí, är en mexikansk före detta boxare.
Zaragoza blev olympisk bronsmedaljör i mellanvikt i boxning vid sommarspelen 1968 i Mexico City.